# Владимир Лютвиев
Владимир Иванов Лютвиев е български революционер, деец на Вътрешната македоно-одринска революционна организация.

## Биография
Владимир Лютвиев е роден в град Прилеп. Учи в българската мъжка гимназия в Солун, където заедно с Тодор Станков и Александър Хаджипанов се включва във ВМОРО. Не успява да получи учителско място в Прилеп и получава 200 лири от баща си, за да се занимава търговия на кожи в София. Вместо това той се свързва с Гоце Делчев, Христо Клисуров и Атанас Мурджев и участва в революционни кръжоци. Личните си средства влага в бомболеярната в Сабляр. Влиза заедно с Атанас Мурджев и Боян Ачков в създадената чета на Гоце Делчев за отвличането на турски бегове и искането на откуп за тях. По време на акцията се простудява, тежко заболява и прекарва известно време в София и Кюстендил. Умира от болестта си през 1897 година в Прилеп.
Негов по-малък брат е Атанас Лютвиев. Най-малкият Илия Лютвиев завършва Солунската гимназия с последния випуск в 1913 година. Тръгва за Прилеп, но в Битоля новите сръбски власти го карат да подпише декларация, че е сърбин, Илия Лютвиев отказва и е върнат в Солун. При избухването на Междусъзническата война е убит в двора на Солунската гимназия.